# Велике Липово
Велике Ли́пово (рос. Большое Липово) — присілок у складі Шабалінського району Кіровської області, Росія. Входить до складу Новотроїцького сільського поселення.
Населення становить 26 осіб (2010, 39 у 2002).
Національний склад станом на 2002 рік — росіяни 100 %.